# Karl Wallenda
Karl Wallenda (Magdeburgo, 21 de janeiro de 1905 — San Juan, 22 de março de 1978) foi um equilibrista e artista de circo alemão, e norte-americano. Criador do The Flying Wallendas (Os Wallendas Voadores), grupo que fazia shows de equilibrismo na corda bamba, sem nenhuma proteção.

## Vida pessoal
Karl Wallenda nasceu em Magdeburg (Alemanha) em uma família circense e começou a se apresentar aos seis anos de idade. 

## Os Wallendas Voadores
O grupo ficou famoso pela Europa com apresentações de pirâmides humanas e ciclismo na corda bamba. Eles fizeram uma turnê pelos Estados Unidos em 1928 e começaram uma parceria com o Ringling Bros. and Barnum & Bailey Circus. Mais tarde, se apresentariam autonomamente. Em 1947, desenvolveram a inigualável pirâmide humana de sete pessoas. O número foi um sucesso no mundo todo, até que em janeiro de 1962, em Detroit, quando se apresentavam no Shrine Circus, um dos membros perdeu o equilíbrio e todos caíram. Metade da família morreu, o filho de Karl ficou paralisado da cintura para baixo e Karl feriu sua bacia. 
A história do grupo é retratada no filme de 1978 The Great Wallendas  (Os Incríveis Wallendas), feito exclusivamente para a televisão, onde Karl é interpretado por Lloyd Bridges. O filme, que retrata o retorno do grupo após o acidente fatal envolvendo vários membros da família, esteve sob a supervisão do próprio Karl Wallenda.

## Morte
Mesmo com as várias mortes causadas pelas apresentações da família, o patriarca da família Wallenda não se intimidou e continuou se apresentando. Em 1978, aos 73 anos de idade, arriscou sua vida atravessando uma corda entre os prédios do Condado Plaza Hotel, em San Juan, Porto Rico, na tarde do dia 22 de março. O equilibrista estava entre dois prédios de dez andares, a 37 metros do chão, tentando atravessar 250 metros de corda. 
Quando Karl começou a caminhar, o vento mudou de direção e ficou mais forte, ultrapassando a velocidade necessária (48 km/h). A corda começou a balançar. Karl começou a se desesperar e perdeu a concentração na corda, se concentrando em não cair. O público estava apavorado e gritava para que Karl tomasse cuidado. Abaixou-se para obter auxílio, mas acabou caindo para a morte certa. 
A corda ter balançado não foi culpa do vento. O equipamento que devia manter a corda firme falhou. A cena da tragédia foi gravada pelo canal televisivo porto-riquenho WAPA-TV. 
Oito anos depois da tragédia, seu neto, Enrico Wallenda, tentou atravessar o mesmo percurso, e conseguiu, prestando uma homenagem a seu falecido avô.